# Enllumenat públic

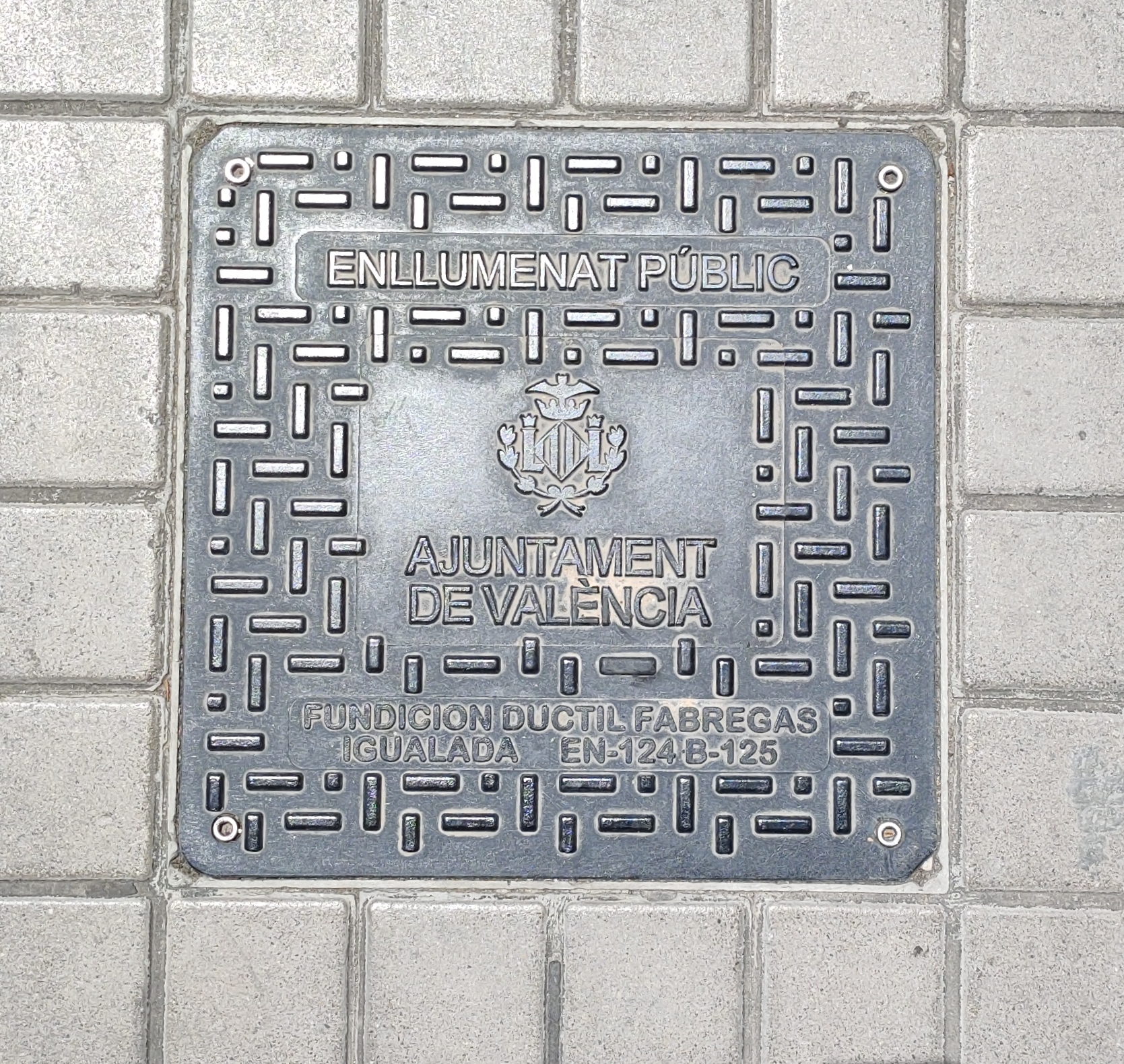
Placa d'enllumenat públic a València

L'enllumenatge públic o lluminària o és el servei públic consistent en la il·luminació de les vies públiques, parcs públics i altres espais de lliure circulació que no es trobin a càrrec de cap persona natural o jurídica de dret privat o públic, diferent del municipi, per tal de permetre la visibilitat adequada per al normal desenvolupament de les activitats. En general l'enllumenatge públic a les ciutats o centres urbans és un servei municipal encara que en carreteres o infraestructures viàries importants correspon al govern central o regional.

## Història

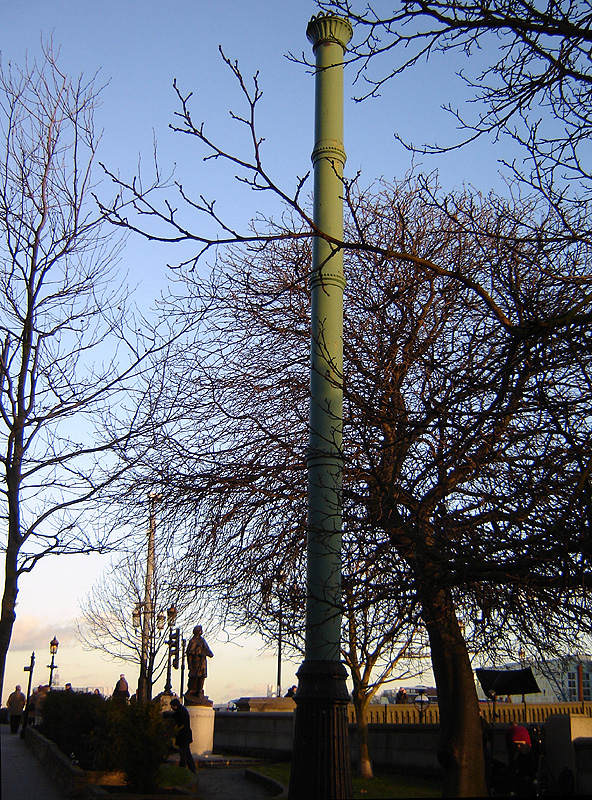
Columna d'enllumenat públic de tipus arc elèctric a Cheyne Walk, Chelsea Embankment, Londres (gener de 2006)

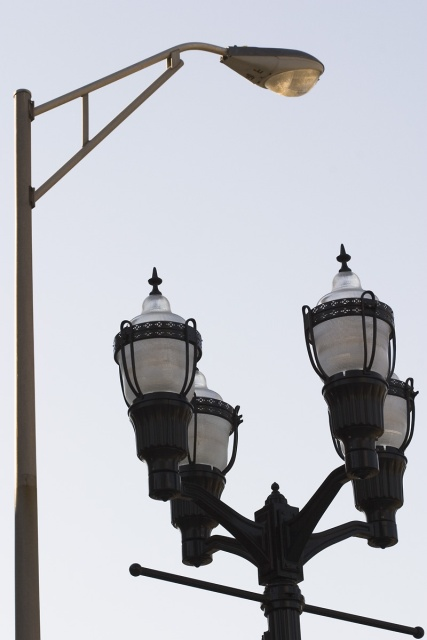
Enllumenat públic nou i antic.

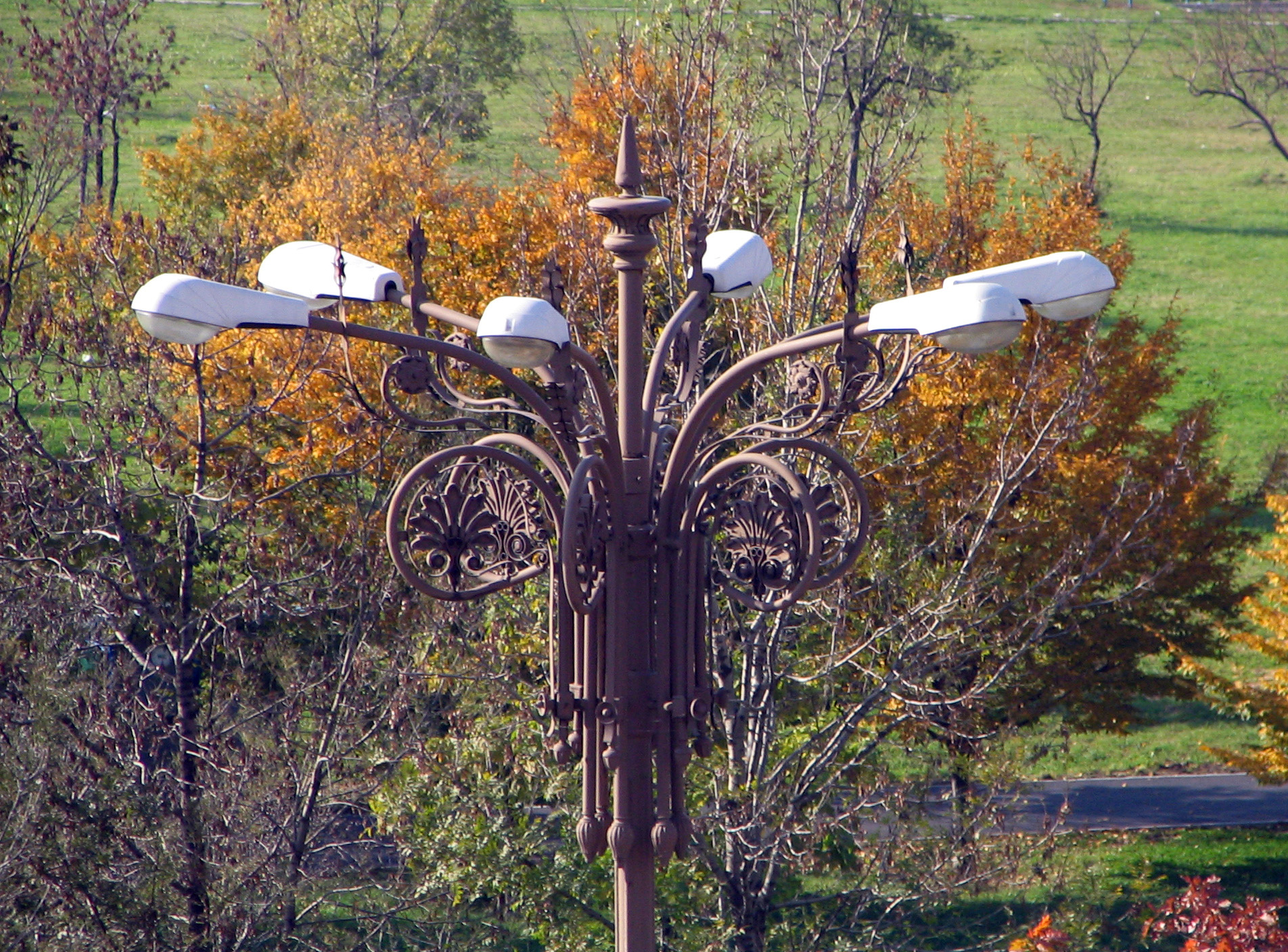
Pal de enllumenat amb sis llums.

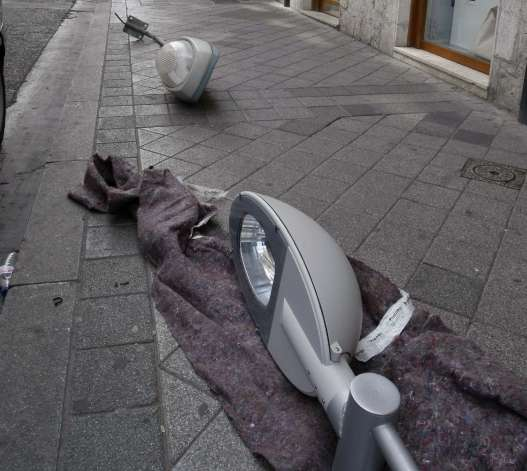
Canvi de fanals en una ciutat per reduir el consum

Un dels primers usos que els humans van donar al foc va ser la il·luminació, que va poder usar-se mitjançant torxes per il·luminar alguns llocs. Com que aquest sistema era molest i poc durador van anar apareixent làmpades amb diferents olis i metxes que permetien il·luminar durant més temps i de forma més còmoda. Han estat trobades llums de terracota a les planes de Mesopotàmia datades entre el 7000 aC i el 8000 aC i altres de coure i bronze a Egipte i Pèrsia properes al 2700 aC
Les primeres ordenances sobre enllumenat públic que es coneixen daten del segle xvi. A França, els veïns estaven obligats (1524) a penjar una llum a la porta de casa i fins a l'any 1558 no es van col·locar fanals a les cantonades dels carrers. L'any 1662, l'abat Laudatio Carraffa va organitzar un cos de vigilància nocturna encarregat d'encendre i apagar els fanals. L'any 1667, el tinent de policia Gabriel Nicolas de la Reynie va reformar i va fixar l'enllumenat públic de Paris, i un dels seus successors, Sartines, va introduir l'ús de reflectors o reverbers i el 1818 va ser adoptat el gas, que més tard es va anar estenent a altres ciutats importants del món. A Barcelona l'enllumenat públic amb llum d'oli es va posar en funcionament en 1752.
La primera utilització de l'enllumenat de gas per a l'enllumenat públic va ser l'any 1807, quan Frederick Albert Winsor va il·luminar un dels costats del carrer Pall Mall de Londres, després de millorar el sistema que anys abans havia investigat el francès Philippe Lebon.
Els primers fanals de gas requerien que un fanaler recorregués els carrers al vespre per anar encenent-los, però anys després es van començar a emprar dispositius d'encesa automàtica que agafaven la flama en activar el pas de gas.
Els primeres fanals elèctrics emprats eren del tipus arc elèctric, inicialment les espelmes elèctriques, espelmes Jablochoff o espelmes Yablochkov desenvolupades pel rus Pavel Yablochkov l'any 1875. Es tractaven de làmpades d'arc elèctric amb elèctrodes de carbó que empraven corrent altern, que garantia que els elèctrodes cremessin de manera regular. Les espelmes Yablochkov van ser usades per primera vegada als grans magatzems Grand Magasins du Louvre, a París en els anys 1880. Poc després van ser instal·lades de forma experimental al pont Holborn Viaduct i a Thames Embankment de Londres. Més de 4.000 d'aquestes llums estaven en ús l'any 1881, encara que per llavors ja s'havien desenvolupat millores en les làmpades d'arc diferencial per part de Friedrich von Hefner-Alteneck de l'empresa alemanya Siemens & Halske. Als Estats Units l'adopció de l'enllumenat d'arc va ser força ràpida. L'any 1890 n'hi havia instal·lades al voltant de 130.000 unitats.
Timisoara, a l'actual Romania, va ser la primera ciutat de l'Europa continental en comptar amb enllumenat públic per electricitat. El 12 de novembre de 1880 s'hi van instal·lar 731 llums.
Comillas, a Cantàbria, va ser la primera localitat espanyola a disposar de llum elèctrica als seus carrers el 1881, com testimonien les cròniques de l'època durant l'estiu regi d'Alfons XII, convidat pel Marquès de Comillas, i la celebració d'un Consell de Ministres a la vila.
Jerez de la Frontera i Haro, l'any 1890, van ser les primeres ciutats espanyoles En fer ús d'enllumenat públic per electricitat. L'Ajuntament de Jerez va ser el primer a començar a instal·lar aquest tipus d'enllumenat en els seus carrers, mentre que Haro va ser el primer a completar el procés d'instal·lació en tot el seu entramat urbà.
Pel que fa a Catalunya, Girona fou la primera ciutat on s'instal·là l'enllumenat públic elèctric l'any 1883. L'empresa encarregada fou "Planas, Flaquer y Cia", que comprà la patent per utilitzar sistemes de transformació de corrent altern a l'estat espanyol.
La llum d'arc elèctric tenia dos grans inconvenients; emet una llum intensa i desprèn molta calor, que tot i que és útil per a zones industrials com les drassanes és incòmoda per als carrers de les ciutats. A més requereix molt manteniment a causa del ràpid desgast dels elèctrodes de carbó. A finals del segle xix, amb el desenvolupament de làmpades incandescents barates, brillants i fiables, les de llum d'arc van quedar en desús per a l'enllumenat públic, romanent per a usos industrials.
Posteriorment, es va desenvolupar la làmpada de vapor de mercuri d'alta pressió. És una làmpada d'arc elèctric on la descàrrega passa dins d'un gas sota una forta pressió. Per aquest motiu s'anomena HID, per les seves sigles en anglès High Intensity Discharge, o també es coneix com a DAI, Descàrrega en Alta Intensitat, ja que aquestes llums a causa de la degradació dels components interns perden intensitat lluminosa ràpidament. Més tard es va desenvolupar la làmpada de vapor de sodi de baixa pressió, que emet una llum monocromàtica i després es va desenvolupar la làmpada de vapor de sodi d'alta pressió, que produeix una llum ambar, però té un índex de rendiment de color una mica més gran i és una font de llum més puntual i d'una mida més petita que la làmpada de vapor de sodi de baixa pressió, fet que en facilita la seva manipulació i permet un millor disseny de les làmpades.

## Formes i tecnologies d'enllumenat públic
Per la il·luminació d'una carretera, un nucli de població, una font, monument o façana es fan servir un conjunt d'elements com ara fanals i projectors, en funció de la seva col·locació, intensitat lluminosa desitjada, entorn i altres factors. Típicament es fan servir llums de tecnologia SAP (làmpada de vapor de sodi d'alta pressió - de to ataronjat), additius metàl·lics (de tonalitat blava, encara que per errors de composició pot variar) i MCC (vapor de mercuri de color corregit - de to verdós), si bé hi ha altres com tungstè-halògena (antigament anomenada Quars-Iode), fluorescència i LED. Per la seva baixa eficàcia les llums de vapor de mercuri, llum mixta (un cremador de mercuri amb un filament incandescent) i incandescent (normal i de tungstè-halògena) no són molt utilitzades en l'enllumenat públic, amb l'excepció d'aplicacions especials.
Cada punt de llum pot tenir una o més làmpades. Els punts de llum es connecten a les sortides d'un centre de comandament que és alimentat al seu torn per una escomesa de la companyia elèctrica. Els encesos s'efectuen localment mitjançant una cèl·lula fotoelèctrica, programació per rellotge astronòmic o à distància per sistemes de telecontrol basats en línies XTB, radiofreqüència o GSM.

## Normativa actual a Espanya
- Reglament (CE) 245/2009, de 18 de març, pel qual s'aplica la Directiva 2005/32/CE del Parlament Europeu i del Consell pel que fa als requisits de disseny ecològic per làmpades fluorescents sense balast integrats, per làmpades de descàrrega d'alta intensitat i per reactàncies i lluminàries que puguin funcionar amb aquestes llums, i es deroga la Directiva 2000/55/CE del Parlament Europeu i del Consell.[12]
- Reial Decret 1890/2008, de 14 de novembre, pel qual s'aprova el Reglament d'eficiència energètica en instal·lacions d'enllumenat exterior i les seves Instruccions tècniques complementàries EA-01 a EA-07.[13]
- Reial Decret 1369/2007, de 19 d'octubre, relatiu a l'establiment de requisits de disseny ecològic aplicables als productes que utilitzen energia.[14]
- Reial Decret 1580/2006, de 22 de desembre, pel qual es regula la compatibilitat electromagnètica dels equips elèctrics i electrònics.[15]
- Directiva 2006/95/CE, de 12 de desembre, relativa a l'aproximació de les legislacions dels Estats membres sobre el material elèctric destinat a utilitzar-se amb determinats límits de tensió.[16]
- Reial Decret 842/2002, de 2 d'agost, pel qual s'aprova el reglament electrotècnic per a baixa tensió.[17]
- Reial Decret 838/2002, de 2 d'agost, pel qual s'estableixen els requisits d'eficiència energètica dels balasts de làmpades fluorescents.[18]